# Дюрбениха
Дюрбениха — деревня в Сокольском районе Вологодской области на реке Корбыш.
Входит в состав Воробьёвского сельского поселения, с точки зрения административно-территориального деления — в Воробьёвский сельсовет. Расположена к югу от автодороги А123. 
Расстояние по автодороге до районного центра Сокола — 60 км, до центра муниципального образования Воробьёва — 4 км. Ближайшие населённые пункты — Щекотово, Курья, Большие Ивановские.
По переписи 2002 года население — 6 человек.